# Алексеевка (Калачинский район)
Алексеевка — исчезнувший посёлок в Калачинском районе Омской области России. Точная дата упразднения не установлена.

## География
Посёлок располагался в 6 км к югу от деревни Воскресенка.

## История
Основан в 1913 году, немцами переселенцами из Причерноморья. До 1917 года меннонитский посёлок Тюкалинского уезда Тобольской губернии.

## Население[1]
| год     | 1926 |
| ------- | ---- |
| человек | 42   |